# Ellsworth, Maine
Ellsworth är en stad i Hancock County i delstaten Maine, USA, med 6 456 invånare (2000). Den har enligt United States Census Bureau en area på 243 km². Ellsworth är administrativ huvudort (county seat) i Hancock County.